# 摩尔庄园爆吧事件
摩尔庄园爆吧事件是2009年8月27日發生在中國網際網路上的一起爆吧事件。起因是8月27日，中國中央电视台新闻节目朝闻天下称摩尔庄园存在收费情况，并且易于上瘾。让摩尔庄园的用户认为是批评性报道，当天对百度贴吧朝闻天下吧爆吧，且言辞激烈。最后，朝闻天下吧吧主和百度公司为了平息这次爆吧，开始进行封号与封IP。最终，爆吧于9月1日基本平息。但此后，对摩尔庄园的评论依然占据主流，依然有人要求朝闻天下道歉。

## 起因
摩尔庄园被朝闻天下称是“一个针对7～12岁年龄段孩子的儿童版开心网”且“令家长忧心忡忡”。由上海淘米网络科技有限公司所开发、运营，且是“国内首款面向7-12岁儿童的网络虚拟社区网站”，于2008年5月开始上线，至爆吧当天，共有3000万注册用户，其中还有1000万活跃用户。而且，武汉九年义务教育教科书《综合实践活动·信息技术》引入摩尔庄园，来对如何注册，登陆进行了讲解；因此招致戒网瘾专家陶宏开的批评，并与摩尔庄园创始者辩论，网易游戏频道认为辩论堪称整个“摩尔庄园网瘾事件”的导火索。
朝闻天下采访过一位摩尔庄园用户，他自称他除了正常的生活外，还要赚摩尔庄园的虚拟货币“摩尔豆”。而且，摩尔庄园虽然大部分免费，但是饲养超级拉姆却要收取一定费用，这令不少用户为了拿到这些超级拉姆，向家长要钱。因此，朝闻天下且称摩尔庄园敛财无数。且朝闻天下援引一位教授的话，称：“适度的网络活动有利于激发孩子的想象力、开阔孩子的视野，但是如果沉溺于网游中，用它来代替课余活动，往往会削弱青少年的意志。”

## 爆吧
因为对朝闻天下的不满，于是在朝闻天下批评摩尔庄园的当天，百度朝闻天下吧就遭到了摩尔庄园用户的爆吧。而且，他们所发的帖子中，不乏言辞激烈，充满污言秽语的帖子。有的网友怀疑此为淘米所为。但《南方都市报》记者经查证，认定确为小玩家所为。一位摩尔庄园玩家的父亲吴凯曾说，因为朝闻天下的报道，他的儿子要他帮忙爆吧，他说，他在朝闻天下吧里发现了“从未见到的场面”，可他的儿子却对此不以为然，认为是摩尔庄园用户强大的表现。吴凯认为摩尔庄园开发商“一直没有负责任的表现”，且，他再也不会让他的儿子再上摩尔庄园了。而且，也有网民表示，他的儿子被引导成了“网络暴民”。而且，摩尔庄园用户小圆企鹅仔称，“她（指报道中的小女孩）并非真爱摩尔庄园，否则她不会接受采访”，并且称，“成人不能主宰儿童”，称他们是为了自己的面子和荣誉。另一位摩尔庄园玩家沁梦·紫菱儿称，“要闹到央视抱歉”。面对爆吧，吧主和百度开始对大批网民封号、封IP，直到事态逐渐缓和，才逐渐解封。
8月28日，因为央视少儿频道的新闻袋袋裤节目转播了朝闻天下的这则新闻，摩尔庄园用户又开始在新闻袋袋裤吧爆吧。9月1日，《朝闻天下》吧的爆吧已经基本平息，但关于摩尔庄园的讨论还是占据主流，有玩家坚持要节目道歉。直到9月2日，开发商一直没有对此事作出回应。但是，一封据称是开发商工作人员给摩尔庄园用户的留言出现在贴吧：“我们都是最纯真、热心、善良的好摩尔，所以请大家听我劝，别让误会越陷越深哦，这样只会害了庄园呢”，来劝阻那些爆吧的玩家。

## 后续
一位公开反对摩尔庄园编入教材的戒网瘾专家陶宏开在爆吧事件发生后，发表了一篇博文《不能坐视不管了》，呼吁“相关部门及时地认真……审核现有的各款电脑和网络游戏……从源头上做好治理和预防”，制定网瘾标准，科学地开展戒除网瘾的工作，在网瘾标准出台前，现有戒网瘾机构应暂停运作，等待审核。而青少年研究中心研究员杨守健认为媒体应充分尊重儿童对关于自己的事务的发言权与参与权。
当年10月4日摩尔庄园创始人汪海兵回应称游戏“不制造网瘾”，安全益智。当年10月21日，汕头电视台《五日谈》节目主持人称网游存在合法，只要不存在色情与暴力，则别人无权干涉其经营。

## 延伸阅读
- 罗以澄  赵平喜. . 现代传播(中国传媒大学学报) (北京: 中国传媒大学). 2012, (12)  [2014-07-31]. （原始内容存档于2014-08-11）.